# Gemeinde-Ordnung für den Preußischen Staat
Die Gemeinde-Ordnung für den Preußischen Staat vom 11. März 1850 war eine fortschrittliche Gemeindeverfassung, die in den 1850er Jahren im gesamten preußischen Staatsgebiet eingeführt werden sollte. Ähnlich den Grundsätzen der Ordnung für sämtliche Städte der Preußischen Monarchie vom 19. November 1808 sollte nunmehr auch der gesamten ländlichen Bevölkerung Gelegenheit gegeben werden, ehrenamtlich an der Verwaltung beteiligt zu werden. Die Einführung dieser Gemeindeverfassung scheiterte aber und wurde bereits nach drei Jahren rückgängig gemacht.

## Geschichte
Durch Erlass der Gemeinde-Ordnung vom 11. März 1850 sollte für ganz Preußen eine einheitliche Gemeindeverfassung eingeführt werden. Bis dahin galten im  ostelbischen Gebiet für die Städte die Ordnung für sämtliche Städte der Preußischen Monarchie vom 19. November 1808 und die revidierte Städteordnung vom 17. März 1831. Für Vorpommern galten noch die auf Lübischem Recht beruhenden Bestimmungen. Für das „platte Land'“ galten die Bestimmungen des  Allgemeinen Landrechts für die Preußischen Staaten.
Im Westen galten in Westfalen die revidierte Städteordnung und die Landgemeinde-Ordnung für die Provinz Westphalen und im Rheinland die Gemeindeordnung für die Rheinprovinz.
Nach Art. 105 der Verfassungsurkunde für den Preußischen Staat vom 31. Januar 1850 stand allen Gemeinden die selbstständige Verwaltung ihrer Gemeindeangelegenheiten unter gesetzlich geordneter Oberaufsicht des Staates zu. 
Die Aufgabe, eine einheitliche Kommunalstruktur für das gesamte preußische Staatsgebiet von Trier bis Memel zu schaffen, konnte zur damaligen Zeit im Ergebnis nicht gelöst werden. Sie scheiterte meist am Widerstand der ostelbischen Grundbesitzer, so dass die (kreisweise) Einführung der Gemeinde-Ordnung bereits am 19. Juni 1852 ausgesetzt wurde. Am 24. Mai 1853 wurde unter gleichzeitiger Änderung des Art. 105 der Verfassungsurkunde die Gemeinde-Ordnung auch formell aufgehoben, so dass zunächst der alte Rechtszustand wieder galt. Zur Fortbildung des bisherigen Rechts sollten nunmehr provinzweise Städte- und Gemeindeordnungen erlassen werden.
In einem ersten Schritt wurde am 30. Mai 1853 eine überarbeitete Städteordnung „für die östlichen Provinzen der preußischen Monarchie“ verabschiedet.
Drei Jahre später wurden unter Beibehaltung der Trennung von Städten und „plattem Land“ besondere Städteordnungen und Landgemeindeordnungen auch für Westfalen (am 19. März 1856) und die östlichen Provinzen (am 14. April 1856) erlassen; am 15. Mai 1856 folgten eine Städteordnung und eine Gemeindeordnung für die Rheinprovinz.

Eine durchgreifende Reform der Gemeindestruktur im preußischen Osten erfolgte erst 80 Jahre später (1929) durch die konsequente fast vollständige Aufhebung der kommunalrechtlich selbstständigen Gutsbezirke.

## Gemeindeorganisation

### Einheitsgemeinde (Städte/Landgemeinden)
Vorgesehen war eine einheitliche Kommunalstruktur für alle Gemeinden; die rechtliche Unterscheidung zwischen Städten und dem „platten Land“ sollte aufgehoben werden.

### Gebiet
Jedes Grundstück sollte einer Gemeinde angehören. Daraus ergab sich die Notwendigkeit einer umfangreichen Neugliederung der kommunalen Verhältnisse auf dem Land. Besonders in den ostelbischen Provinzen waren zahlreiche Gutsbezirke und bisher gemeindefreie Gebiete (Forsten, Gewässer, Mühlengrundstücke usw.) einer Gemeinde zuzuweisen.
Dazu wurden jeweils auf Kreisebene Kommissionen gebildet, die unter Beteiligung der Stände (jeweils drei Vertreter von Stadt, Land und Rittergutsbesitz) Pläne zur flächendeckenden Neugliederung aufzustellen hatten. Bei Streitigkeiten gab es die Berufungsmöglichkeit zur Bezirkskommission. Nach Abschluss der Arbeiten waren die Wählerlisten aufzustellen.

### Gemeinden mit mehr als 1500 Einwohnern

#### Gemeinderat
Der Gemeinderat sollte aus mindestens zwölf Gemeindeverordneten bestehen. Es galt das Dreiklassenwahlrecht nach Maßgabe der von den Gemeindewählern zu entrichtenden direkten Steuern. Die Hälfte der von jeder der drei Abteilungen zu wählenden Gemeindeverordneten musste aus Grundbesitzern oder Pächtern bestehen. Die Wahlzeit betrug sechs Jahre. Alle zwei Jahre sollte ein Drittel ausscheiden. Für die Ergänzungswahlen war jeweils der November vorgesehen.

#### Gemeindevorstand
Er bestand aus dem Bürgermeister, seinem Stellvertreter, einem Beigeordneten und mindestens zwei Schöffen für eine Amtszeit von sechs Jahren. Alle zwei Jahre sollte die Hälfte der Schöffen ausscheiden und durch Neuwahlen ersetzt werden. Das Amt des Bürgermeisters war besoldet, die Schöffen wirkten ehrenamtlich. Beigeordnete konnten besoldet werden.
Die Bestätigung der Wahlen lag für Bürgermeister in Gemeinden von mehr als 10.000 Einwohnern beim König, sonst beim Regierungspräsidenten.

### Gemeinden mit weniger als 1500 Einwohnern

#### Gemeinderat
Der Gemeinderat sollte aus dem Gemeindevorsteher und sechs Mitgliedern (mindestens drei, höchstens zwölf) bestehen. Es galt auch hier das Dreiklassenwahlrecht nach Steuern für eine Wahlzeit von sechs Jahren. Alle zwei Jahre sollte ein Drittel ausscheiden. Für die Ergänzungswahlen war jeweils der November vorgesehen.

#### Gemeindevorstand
Er bestand aus dem Gemeindevorsteher und  zwei Schöffen für eine Amtszeit von sechs Jahren.  Alle drei Jahre sollte  ein Schöffe ausscheiden und durch Neuwahlen ersetzt werden. 
Nach einer Amtszeit von drei Jahren war es möglich, den Bürgermeister auf zwölf Jahre zu wählen.

### Sammtgemeinden
Gemeinden, die für sich allein den Zwecken der Gemeindeverwaltung nicht entsprachen, konnten sich als Einzelgemeinden zu einer „Sammtgemeinde“ vereinigen. 
Jede Einzelgemeinde wurde von einem Gemeinderat vertreten und von einem Gemeindevorstand verwaltet.
Jede „Sammtgemeinde“ wurde für die gemeinsamen Angelegenheiten von einem Samtgemeinderat vertreten und von einem Vorsteher (Bürgermeister, Oberschulze) verwaltet. Dieser beaufsichtigte die Verwaltung der Einzelgemeinden und konnte in jeder Einzelgemeinde den Vorsitz führen.
Diese Vorschriften waren insbesondere gedacht für die beiden westlichen Provinzen. Hier sollten die bestehenden Bürgermeistereien im Rheinland (die früheren französischen „Mairien“) und die Ämter in Westfalen in Sammtgemeinden neuen Rechts umgewandelt werden.
Vergleiche dazu Samtgemeinde im heutigen Amtsgebrauch.

### Ortspolizeibehörde
Dem Bürgermeister oblag die Handhabung der Ortspolizei. Falls Gemeinden aus eigenen Kräften eine genügende Polizeiverwaltung nicht sicherstellen konnten, sollten diese mit benachbarten Gemeinden zu Polizeibezirken zusammengefasst werden, für die besondere Bezirksbeamte (Polizeiamtmänner) zu bestellen waren. Das konnte auch der Vorsteher einer „Samtgemeinde“ sein.

### Aufsicht
Die Aufsicht über die Gemeinden oblag dem Kreisausschuss, bei Gemeinden mit mehr als 10.000 Einwohnern dem Bezirksrat.

## Rechtsquellen
- Gesetz-Sammlung für die Königlichen Preußischen Staaten 1850 bis 1853
- Ministerialblatt für die gesammte innere Verwaltung in den Königlich Preußischen Staaten 1850 bis 1853
- Friedrich Wilhelm von Preußen: Gemeinde-Ordnung für den Preußischen Staat vom 11. März 1850, Jülich 1850